# Roure del Camp del Roure
El Roure del Camp del Roure (Quercus humilis) és un roure martinenc que es troba a Terrassa (el Vallès Occidental), el qual és un excel·lent exemple de topònim lligat a la presència d'un arbre.

## Dades descriptives
- Perímetre del tronc a 1,30 m: 3,20 metres (a 1,20 m de terra).
- Alçada: 16,5 metres.
- Amplada de la capçada: 20 x 22 metres (amplada mitjana capçada: 21 metres).
- Altitud sobre el nivell del mar: 289 metres.[1]

## Entorn
L'origen del nom El Camp del Roure no deixa espai al dubte en contemplar aquest espècimen de roure martinenc: antigament encerclat de camps de conreu, avui el vell arbre es veu amenaçat per la proximitat de la via del tren (de ben segur, el roure ja existia abans que es bastís el ferrocarril).

## Aspecte general
És un arbre encara viu, vigorós i en un molt bon estat de salut. Tot i això, la seua capçada, parcialment situada damunt la catenària, podria veure perillar la seua integritat pel pas del tren.

## Accés
Es troba vora l'estació de ferrocarril de Terrassa Est i a tocar de la via: seguint l'avinguda Vint-i-dos de Juliol cap a llevant, arribem a l'estació de tren de Terrassa Est. Uns metres més enllà, l'avinguda mor. En aquest punt deixem el cotxe i continuem a peu, pel senderó que corre paral·lel a la via del tren. De seguida veurem el roure, a sota i a la dreta. Baixant directament pel talús (sovint embardissat), o bé per pendent més suau uns metres més endavant, arribem al peu de l'arbre. Coordenades UTM: 31T X0420302 Y4602366.